# بهزاد حیدرشاهی

بهزاد حیدرشاهی (زاده ۱۵ مرداد ۱۳۷۰ در تهران) بازیکن والیبال اهل ایران است.او در حال حاضر بازیکن تیم والیبال شهداب یزد است.
حیدرشاهی عضو سابق باشگاه شهرداری تبریز و تیم ملی والیبال بزرگسالان ب ایران بوده است.
وی سابقهٔ عضویت در تیم‌های برق کرمان، پیکان تهران ، آلومینیوم هرمزگان وسایپا تهران را نیز در کارنامه خود دارد و همچنین در قهرمانی باشگاه‌های جهان از یاران تیم متین ورامین بوده است.

## آغاز فعالیت حرفه‌ای
بهزاد حیدرشاهی متولد تهران (زادهٔ ۱۵ مرداد ۱۳۷۰) بوده و اصالتاً کرجی می‌باشد.
او فرزند دوم خانواده بوده و یک برادر بزرگتر به نام میلاد حیدری شاهی دارد.
وی از سن ۱۳ سالگی فعالیت خود را در رشته والیبال آغاز نموده و این ورزش را از سن ۱۵ سالگی به صورت حرفه‌ای دنبال می‌کند.

## افتخارات
- سوم سوپر لیگ ایران با تیم شهرداری تبریز ۲۰۱۵
- پنجم باشگاه‌های جهان با تیم متین ورامین ۲۰۱۴
- کسب مدال طلا و قهرمانی در المپیک کشورهای اسلامی با تیم ملی والیبال بزرگسالان ب ۲۰۱۳
- سوم سوپر لیگ ایران با تیم پیکان ۲۰۱۱
- دوم باشگاه‌های ایران با تیم آلومینیوم هرمزگان ۲۰۰۹
- اول جوانان باشگاه‌های ایران با تیم آلومینیوم هرمزگان

| مدال‌ها                              |
| ----------------------------------- |
| شرکت کننده کشور ایران والیبال مردان |
| المپیک کشورهای اسلامی               |
| مدال طلا مسابقات اندونزی ۲۰۱۳       |